# Élysée République
Pour les articles homonymes, voir Élysée et République.
Élysée République est une série de bande dessinée conçue par Rémy Le Gall (scénario), Frisco (dessin) et Francis Khattou (couleur), publiée par Casterman dans la collection « Ligne rouge ». La série, dont le premier cycle est en 4 volumes, met en scène le premier héros politique de bande dessinée réaliste[réf. nécessaire], Constant Kérel, député du Morbihan et responsable de formation politique.

## Albums
1. Secret présidentiel (23 février 2007, jour de la promulgation de la loi constitutionnelle révisant le statut juridictionnel du président de la République française)
2. Immunité présidentielle (11 avril 2008)
3. Échelon présidentiel (25 mai 2011)
4. Pouvoir présidentiel (25 mai 2012)

## Publication

### Éditeur
- Casterman (collection « Ligne rouge »)